# Mont Terri
Le mont Terri est un mont situé au nord de Saint-Ursanne dans le canton du Jura en Suisse, entre Delémont et Porrentruy, au sud de Courgenay.
Le mont Terri est détaché sur le flanc nord de la chaîne du Jura et situé sur le passage du col des Rangiers. Le sommet, plateau de 4 ha, surplombe l'Ajoie et la trouée de Belfort ; bordé sur ses flancs sud et ouest par d'imposantes falaises, il fut fortifié et utilisé comme site de refuge et de surveillance dès la Préhistoire.
Son nom viendrait du franc-comtois mont Tairi, qui signifierait « mont dont les sources sont taries ». Le mont Terri a porté durant les années qui ont précédé la période napoléonienne le nom de mont Terrible qui est une fantaisie et a donné son nom à un ancien département français, le département du Mont-Terrible qui exista de 1793 à 1800. 
Le laboratoire souterrain du Mont-Terri, accessible via le tunnel du Mont Terri (autoroute A16, Transjurane) traversant le massif, est géré par Swisstopo (Office fédéral suisse de topographie). Il est situé dans la formation de l'argile à Opalinus. Les recherches relatives au stockage des déchets radioactifs en couche géologique profonde sont pilotées par la NAGRA et par un consortium international de 22 pays. Le projet est également soutenu scientifiquement par les organismes scientifiques membres du « Club Argile » (Clay Club) de l'Agence pour l'énergie nucléaire (AEN) de l'OCDE. Les activités du laboratoire souterrain se sont également étendues aux recherches relatives à l'usage des ressources du sous-sol comme l'injection de CO2 à grande profondeur ou la géothermie profonde.

## Site archéologique
Classé d'importance nationale, ce gisement archéologique attira les chercheurs dès le XVIIIe siècle. Divers sondages furent effectués aux XIXe et XXe siècles, notamment en 1984, 1985 et 1987. Des haches polies et des artefacts taillés en silex (pointes de flèche) signalent une présence humaine au néolithique. Une première fortification des bordures nord et est du sommet serait attribuable à la phase initiale du Bronze final, vers 1250 av. J.-C. Quelques objets caractérisent une tombe hallstattienne. Au début du Ier siècle av. J.-C., un habitat celte occupe les lieux. Il aurait été détruit volontairement, puis remplacé par un important rempart constitué de pierres sèches prises dans une armature en bois (murus gallicus). Ces événements pourraient être mis en relation avec l'exode et le retour des Helvètes et des Rauraques en 58 av. J.-C. Le site est ensuite abandonné jusque vers 260 apr. J.-C., époque des premières grandes invasions alamanes. Une nouvelle fortification est alors élevée (palissade en bois) ; une garnison romaine y résida au milieu du IVe siècle. Le point culminant du plateau cache les maigres ruines d'une tour médiévale d'origine carolingienne entourée d'une enceinte. Enfin, le site fut utilisé comme refuge au cours de la guerre de Trente Ans.

## Carrière souterraine et four à chaux
La roche calcaire a été exploitée dans une grande carrière souterraine creusée dans le flanc de la montagne selon la technique dite de chambres et piliers. Un four à chaux construit près de la gare de Saint-Ursanne servait à transformer le calcaire en oxyde de calcium utilisé pour la fabrication de matériau de construction. Dans les années 1990, après la fermeture de la Fabrique de chaux, ses locaux ont été rachetés par l'Office fédéral suisse de topographie (Swisstopo) pour abriter les locaux administratifs du laboratoire souterrain. En 2023, les ateliers de la Fabrique de chaux sont en cours de reconversion pour abriter la carothèque fédérale de Swisstopo. 

## Le mont Terri dans la littérature
En 2012, Michel Bussi y situe une partie de l'action de son roman Un avion sans elle. En 2012, Jean-Claude Pirotte l'évoque également dans son recueil de poésie Ajoie.